# 中村玉緒
中村 玉緒（なかむら たまお、1939年〈昭和14年〉7月12日 - ）は、日本の女優・タレント。本名（旧姓）および旧芸名は林 玉緒（はやし たまお）、結婚後の本名は奥村 玉緒（おくむら たまお）。愛称は「玉緒さん」「お母さん」。
京都市立立誠小学校、京都女子高等学校出身。所属事務所は長良プロダクション。

## 来歴
京都府京都市左京区出身。父は大映映画の貴重な脇役でもあった歌舞伎俳優二代目中村鴈治郎。夫は俳優の勝新太郎、長男は俳優の鴈龍（奥村雄大）、長女は奥村真粧美。また、兄は歌舞伎役者の四代目坂田藤十郎、その子供に四代目中村鴈治郎・三代目中村扇雀兄弟がいる。
1953年、本名で松竹作品『景子と雪江』にて映画初出演を果たすものの、その後、映画出演の仕事は無かった。どうしても女優になりたかったため、親戚で大映の重役も兼ねていた長谷川一夫に頼み込んで、1954年に大映へ入社。初年度の給料２万円は当時としては破格で、ハイヤーで撮影所通いという優遇ぶりだったが、主役は回ってこなかった。
1960年代半ばまで、幼馴染の市川雷蔵や山本富士子、若尾文子らスターを支える脇役として活躍。当時の玉緒は甲高く可愛らしい声をしており、純情な娘役を多く演じた。
1970年代には、テレビドラマの脇役として活躍。痛々しく健気な母親役を得意とし、評価を得る。
1994年、明石家さんま司会のバラエティ番組『明石家多国籍軍』などにおいて、強烈な天然ボケキャラクターで人気を得る。以降、さんまが司会を務める番組の常連出演者となった。この頃より長者番付に名を連ね、主演ドラマや主演舞台もこなすようになった。
2011年、京都名誉観光大使に就任。
2020年11月、個人事務所代表取締役に就任。
2023年2月、仕事先の名古屋で誤って転倒。背骨の圧迫骨折と診断され、介護施設で療養生活に入る。

## エピソード

### 家族

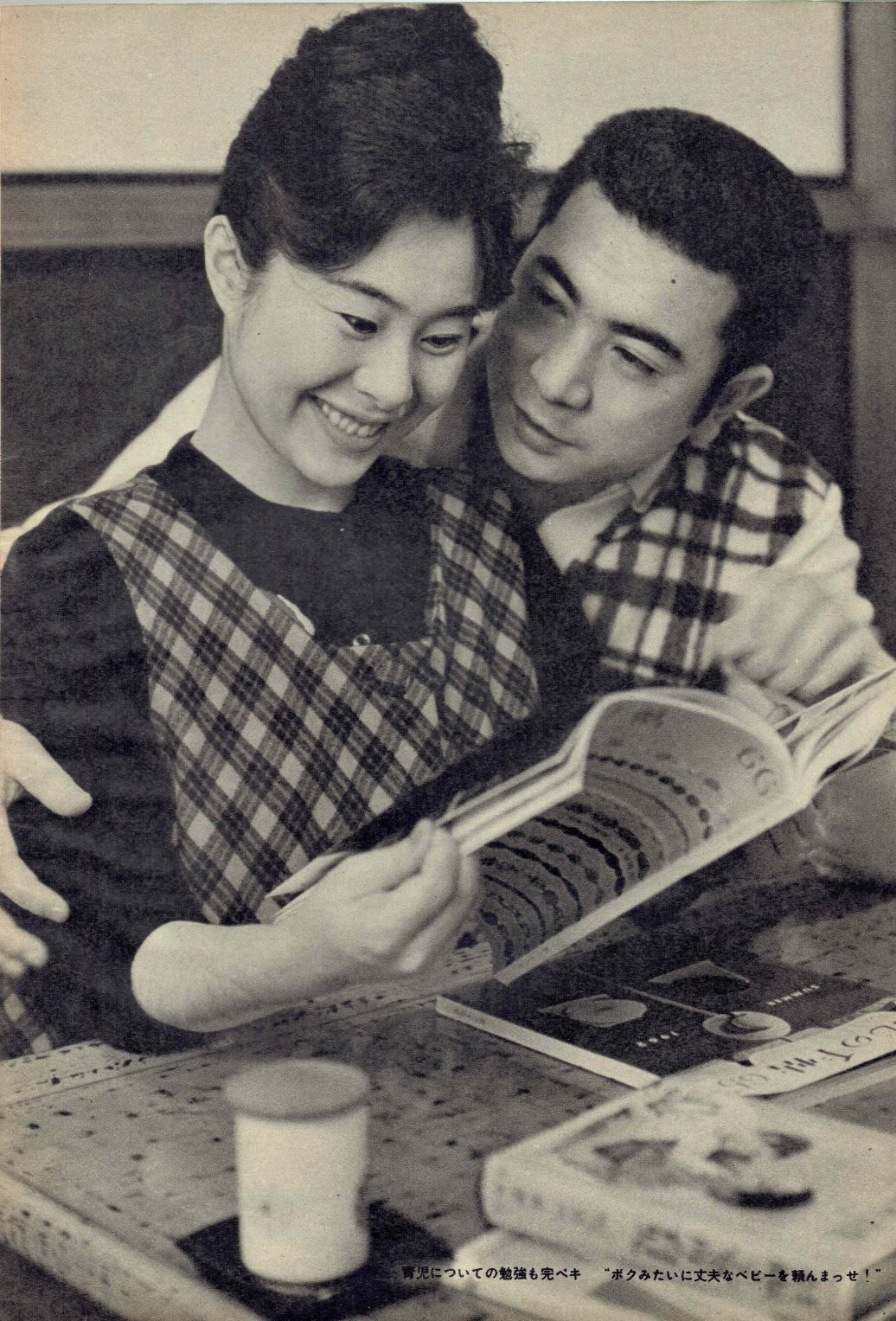
勝新太郎と　(1962年)

玉緒が夫の勝と知り合ったのは、大映時代。勝が熱烈に求愛し、玉緒もその気になったという。大映側もふたりの仲を認めざるを得なくなり、玉緒の撮影中に勝が迎えに来ると、「勝さんが来ているから…」と、早めに撮影を切り上げることもあった。
勝に対しては「生まれ変わってもあの人と一緒になりたい」と語るほど、一途な想いを貫いている。勝の晩年には、二人舞台『夫婦善哉』で共演した。バラエティ番組に出始めるようになったのも、喉頭癌に臥している勝を励ますためだった。その頃の勝は発声が困難な状況であり、病室のテレビで玉緒が出演するバラエティー番組を見るのが唯一の楽しみだった。勝の葬儀では、玉緒は笑顔で弔問者を迎え、勝を明るく見送った。玉緒の希望により、祭壇脇に東京タワーのミニチュア（高さ4.5m）が組まれる異例の葬儀で、スポーツ新聞の記事では「東京タワー葬」と表現された。
家庭内での玉緒と長女は大変なおしゃべりで、豪放なイメージのある勝の方が閉口していたといい、「世間は私たちが勝を我慢していたように思っていますが、本当は勝が私たちを我慢していました」と語っている。
子供たちのことを溺愛しており、長男と長女が揃って逮捕されたときには「罪は憎くても子供は憎めない」と語った。長男の初舞台では「息子の出番が少ない」と脚本を自ら書き直すほどの子煩悩ぶりだった。そして、長男が2019年に急死したとき、しばらくは立ち直れなかったという。
子育ては厳しく、幼い頃の鴈龍は靴紐が結べないことで往復ビンタされたというエピソードがある。
父、二代目中村鴈治郎は玉緒を溺愛していたが、舞台では厳格な態度で接した。子供の頃、「奥州安達原・袖萩祭文」で鴈治郎演じる袖萩の娘お君役を演じた際、上手く演じられず、三味線の撥で叩かれながら芝居をさせられたため、「お芝居出るの、もうコリゴリや」とこぼした。

### 人物
渡哲也の「くちなしの花」がお気に入りであり、この曲に関するエピソードがある。
大のパチンコ・パチスロ好きである。
2005年8月、声帯ポリープの除去手術を受け、全快した。勝と同様に喫煙者であり、1日に2箱のたばこを吸うヘビースモーカーであった。退院会見の際、「結婚の条件で『たばこをやめろ』と言われたが35年間やめなかったのでバチが当たった」と述べている。手術後は禁酒とともに禁煙を行ったが、その後再び喫煙を再開している。
大映の「二枚看板」として常に勝と比較されていた市川雷蔵とは、その前身が父と同じ歌舞伎役者であることから、父の楽屋に出入りしていた頃からの幼なじみで、深い親交があった。早世した雷蔵のことを、玉緒は現在でも兄のように慕っている。

### タレント活動
本職は女優であるが、1990年代からバラエティ番組やテレビCMに出演するようになった。特に明石家さんまとの共演が多く、トークなどの相性の良さで非常に人気を博した。
1998年、バンダイのたまごっちシリーズのキャラクターになり、若い世代からも「玉緒っち」の愛称で人気を得た。
2002年、サミーよりパチンコ「CR玉緒でドッカン!!」を発表。なお、玉緒自身もパチンコに足繁く通っており、和田アキ子とはよく一緒にパチンコをする友人同士である。
2003年3月、岐阜県美濃加茂市にあるテーマパーク日本昭和村の名誉村長に起用される。
2003年10月1日、所属事務所の後輩である氷川きよしとともにTAMAO&KIYOSHI名義でデュエットソング『ラブリィ』を発売。
2006年秋に開催されたコントライブ『明石家さんまプロデュース 今回もコントだけ』に、女優で初めて演者として出演した。玉緒はギャグをもっていないため、自身が1994年から担当するCMのフレーズ「マロニーちゃん」をギャグとして連発した。さらに、「中村玉緒物語」と題したコントを「デビュー編」「結婚式編」「勝新太郎臨終編」の3部構成で敢行した。次の公演にも出演する予定だったが、「体力的に無理」という理由で参加していない。
2009年9月22日にフジテレビ系列の『カスペ!』枠で放送された特別番組『どこよりも超スゴい！ギネス世界記録公認！びっくり超人100連発』内の企画で、司会を担当した玉緒自らギネス登録に挑戦。出演者ら12人から1分間に87回のキスを手の甲に受け、「手にキスを受けた記録」として申請した。当該の項目はそれまで申請がなかったため、収録現場に公式認定員が立ち会い、その後新たな項目として登録され、記録保持者となった。
2021年1月、Instagramアカウント取得。3月、YouTubeにてチャンネル『中村玉緒の今日のことは今日で忘れる』を開設。

## 出演

### 映画
- 景子と雪江（1953年）
- 里見八犬伝（1954年） - ひな衣 役
- 銭形平次捕物控シリーズ
  - 幽霊大名（1954年、シリーズ第7作） - たより 役
  - 人肌蜘蛛（1956年、シリーズ第10作） - お千代 役
  - 八人の花嫁（1958年） - お六 役
  - 雪女の足跡（1958年、シリーズ第15作） - お光 役
  - 美人蜘蛛（1960年、シリーズ第16作） - もよ 役
  - 夜のえんま帳（1961年、シリーズ第17作） - 染吉 役
- 新・平家物語（1955年） - 平滋子 役
- 復讐浄瑠璃坂・二部作（1955年） - 千春 役
- お父さんはお人好し（1955年） - 五女静子 役
- かんかん虫は唄う（1955年、大映） - 菊枝 役
- やさしい狼犬部隊（Three Stripes in the Sun）（1955年）共演 チャック・コナーズ（Chuck Connors）、ディック・ヨーク（Dick York））、日本ロケをしたアメリカ映画。
- 月形半平太（1956年） - 歌菊 役
- 白井権八（1956年） - お玉 役
- 折鶴七変化（前編・後編）（1956年） - 喜美 役
- あばれ鳶（1956年） - 半玉小信 役
- 祇園の姉妹（1956年） - 美津丸 役
- 新・平家物語 義仲をめぐる三人の女（1956年） - 公郷の姫 役
- 花の兄弟（1956年） - 姪妙 役
- 残菊物語（1956年、大映） - おつる 役
- 源氏物語・浮舟（1957年、大映） - 侍従（浮舟の侍女） 役
- 赤胴鈴之助（1957年） - しのぶ 役
  - 赤胴鈴之助（1957年、シリーズ第1作）
  - 月夜の怪人（1957年、シリーズ第2作）
  - 飛鳥流真空斬り（1957年、シリーズ第4作）
  - 新月塔の妖鬼（1957年、シリーズ第5作）
  - 一本足の魔人（1957年、シリーズ第6作）
  - 三つ目の鳥人（1958年、シリーズ第7作）
- 南蛮寺の佝僂男（1957年） - 娘 さゆり 役
- スタジオはてんやわんや（1957年）
- 大阪物語（1957年） - 綾衣（扇屋の遊女） 役
- 忍術若衆 天馬小太郎（1957年） - 藤姫 役
- 空飛ぶ若武者（1957年） - 百合姫 役
- 鬼火駕篭（1957年） - 琴江 役
- 水戸黄門漫遊記（1958 三隅研次）（1958年） - お絹 役
- 女狐風呂（1958年） - お雪（女中） 役
- 花の遊侠伝（1958年） - おとし 役
- 花太郎呪文（1958年） - お節 役
- 伊賀の水月（1958年） - みち 役
- 口笛を吹く渡り鳥（1958年） - みよ 役
- 遊侠五人男（1958年） - お千枝 役
- 濡れ髪剣法（1958年） - おみね 役
- 江戸は青空（1958年） - おさん 役
- 白蛇小町（1958年） - お菊 役
- 流れ星十字打ち（1958年） - ふさ 役
- 江戸っ子祭（1958年） - 妙（奥女中） 役
- 忠臣蔵（1958年） - 腰元 みどり 役
- 炎上（1958年、大映） - 五番町の女 役
- 講道館に陽は上る（1959年） - お光 役
- 鬼女系図（1959年） - 鬼堂琴江 役
- 風来物語 仁侠篇（1959年） - お桂 役
- 初春狸御殿（1959年） - 第四の姫 役
- 天竜の鴉（1959年） - 早苗 役
- お嬢吉三（1959年） - お美和 役
- 関の弥太っぺ（1959年） - お小夜 役
- 浮かれ三度笠（1959年） - 菊姫 役
- 濡れ髪三度笠（1959年） - おさき 役
- 月影兵庫 上段霞斬り（1959年） - 巡礼 娘妹 役
- 千羽鶴秘帖（1959年） - みつ江 役
- 次郎長富士（1959年） - お松 役
- 町奉行日記　鉄火牡丹（1959年） - お玉 役
- 鳴門の花嫁（1959年） - 琴江 役
- 花の幡随院（1959年） - 本庄香奈重 役
- 荒海に挑む男一匹 紀の国屋文左衛門（1959年） - お美輪 役
- 蛇姫様（1959年） - おすが 役
- よさこい三度笠（1960年） - おとめ 役
- 千姫御殿（1960年） - おかつ 役
- 風来物語 あばれ飛車（1960年） - お桂 役
- 源太郎船（1960年） - お浜 役
- 二人の武蔵（1960年） - 悠乃 役
- 月の出の血闘（1960年） - お安 役
- 切られ与三郎（1960年） - かつら 役
- 侠客春雨傘（1960年） - お鶴（薄雲） 役
- 続次郎長富士（1960年） - 猩々のお亀 役
- 元禄女大名（1960年） - 琴姫 役
- ぼんち（1960年、大映） - 弘子 役
- 不知火検校（1960年、大映） - 浪江 役
- 大江山酒天童子（1960年） - こつま 役
- 大菩薩峠（1960年、大映） - お浜 役 ※ブルーリボン助演女優賞受賞
- 好色一代男（1961年） - お町 役
- 鯉名の銀平（1961年） - お市 役
- おけさ唄えば（1961年） - お君 役
- 小太刀を使う女（1961年） - おたか 役
- 小次郎燕返し（1961年） - 梢 役
- 女のつり橋（1961年） - 絹江 役
- 大菩薩峠・完結編（1961年） - お銀 役
- 舞妓の休日（1961年） - 美津子 役
- 釈迦（1961年） - オータミー 役
- すっとび仁義（1961年） - 八重 役
- 新源氏物語（1961年） - 朧月夜 役
- かげろう侍（1961年） - お珠  役
- 女の勲章（1961年） - 大木富枝 役
- 悪名（1961年） - お絹 役
- 続悪名（1961年） - お絹 役
- 人間の條件 完結編（1961年） - 避難民少女 役 ※ヴェネツィア国際映画祭サン・ジョルジョ賞、イタリア批評家賞受賞作品。
- 黒い十人の女（1961年） - 四村塩 役
- 情熱の詩人啄木（1962年） - 節子（妻） 役
- 化身（1962年） - 文弥 役
- 女と三悪人（1962年） - お光 役
- 秦・始皇帝（1962年） - 蘭英 役
- 中山七里（1962年） - おしま 役
- 新悪名（1962年） - お絹 役
- 裁かれる越前守（1962年） - お燕 役
- 眠狂四郎殺法帖（1963年） - 千佐 役
- 越前竹人形（1963年） - お光 役
- 現代インチキ物語　ど狸（1964年） - 千代子 役
- 大工太平記（1965年） - 太田お文 役
- 城取り（1965年） - お千 役
- 眠狂四郎炎情剣（1965年） - 檜垣ぬい 役
- 新鞍馬天狗（1965年） - おとよ 役
- ド根性大将（1966年） - お吉 役
- 雪の喪章（1967年） - せい 役
- 燃えつきた地図（1968年） - 男（探偵）の妻 役
- 喜劇初詣列車（1968年） - 上田幸江 役
- 横紙破りの前科者（1968年） - 小づる 役
- いかさま博奕（1968年） - おりん 役
- 妾二十一人 ど助平一代（1969年） - 赤沢あさ 役
- 商魂一代 天下の暴れん坊（1970年） - 岩崎喜勢 役
- たぬき坊主（1970年） -  田坂圭子 役
- 日本侠客伝 昇り龍（1970年） - マン 役
- サマー・ソルジャー（1972年） - 清水夫人 役
- 辻が花（1972年） - 小原静子 役
- 王将（1973年） - 坂田小春 役
- あゝ決戦航空隊（1974年） - 淑恵 役
- 金環蝕（1975年） - 荻乃 役
- 岸壁の母（1976年） - 端野いせ 役
- トラック野郎・突撃一番星（1978年） - 月田絹枝 役
- 悪魔が来りて笛を吹く（1979年） - 千代 役
- 衝動殺人 息子よ（1979年） - 北村洋子 役
- 甦れ魔女（1980年） - 三木イネ 役
- 裸の大将放浪記 山下清物語（1981年） - 母・ふじ 役
- 炎のごとく（1981年） - 女房・お栄 役
- 山下少年物語（1985年） - 「ぶらり」の里子 役
- 犬死にせしもの（1986年） - 童左の母 役
- 独身アパートどくだみ荘（1988年） - 堀千代 役
- 激走トラッカー伝説（1991年） - 加代の母親 役
- 橋のない川（1992年、東宝） - 畑中ぬい 役 ※第5回日刊スポーツ映画大賞助演女優賞受賞
- 女ざかり（1994年） - 静子 役
- ホーホケキョ となりの山田くん（1999年） - 眼鏡の女 役
- 犬神家の一族（2006年） - 柏屋の女房 役
- 椿三十郎（2007年） - 睦田夫人 役
- 忍たま乱太郎（2011年） - 山本シナ（老） 役 ※杏と2人1役
- 瀬戸内海賊物語（2014年、松竹）- 村上絹子 役
- ポプラの秋（2015年） - 大家のおばあさん 役[9]
- 一茶（公開未定[10]） - さつ 役[11]
- DESTINY 鎌倉ものがたり（2017年） - キン 役
- 殺すな（2022年1月28日、時代劇専門チャンネル） - おはな 役
- いちばん逢いたいひと（2023年2月24日公開） - 柳井祥子 役[12]
- THE RIGHTMAN 正義の男（2025年2月1日公開）[13]

### 舞台
- 勝新太郎特別公演・夫婦善哉東男京女（1996年5月、新歌舞伎座）
- 新・おんなたちの同窓会（1996年9月、名鉄ホール）座長公演
- 浪花女奮闘記「まかしときなはれ」（1999年11月、中日劇場）座長公演
- 夫婦うどん（2000年7月、名鉄ホール）座長公演
- 浪花女奮闘記「まかしときなはれ」（2000年10月、新橋演舞場）座長公演、第55回文化庁芸術祭参加
- 女の居場所（2001年8月、明治座）座長公演
- 女の居場所（2001年10月、全国公演）座長公演
- 浪花女奮闘記「まかしときなはれ」（2002年4月、新歌舞伎座）座長公演
- 浪花弁天ものがたり（2002年6月、新橋演舞場）座長公演
- 夢の淡雪 浪花弁天ものがたり（2002年10月、中日劇場）座長公演
- 浪花弁天ものがたり（2003年3月、松竹座）座長公演
- 夫婦漫才一代記「年上の女」（2004年4月、新歌舞伎座）座長公演
- 夫婦善哉（2004年11月、明治座）座長公演
- 博多座リニューアル記念公演（2016年、博多座）『梅と桜と木瓜の花』- さくら 役 [14]

### テレビドラマ
- 春ふたたび（1964年1月1日、毎日放送）
- しのぶという女（1964年、関西テレビ）
- 東芝日曜劇場（TBS）
  - （第371回）「女優シリーズ　残り福」（1964年1月12日）
  - （第424回）「四角い玉子」（1965年1月17日）
  - （第440回）「雀の涙」（1965年5月9日）
  - （第451回）「あほんだらシリーズ　その1　爪の垢」（1965年7月25日）
  - （第470回）「あほんだらシリーズ　その3　夫婦屋台」（1965年12月5日）
  - （第489回）「あほんだらシリーズ　その4　おつむてんてん」（1966年4月17日）
  - （第511回）「あほんだらシリーズ　その5　へだる」（1966年9月18日）
  - （第531回）「あほんだらシリーズ　その6　猿かに合戦」（1967年2月5日）
- 孤独な扇（1964年4月11日、フジテレビ）
- 西郷隆盛（1964年、フジテレビ）
- 風雲児半次郎　唐芋侍と西郷 （1964年、毎日放送）
- ちよ銘仙（1964年、関西テレビ）
- 雪しずかに（1965年、関西テレビ）
- うなぎ繁盛記（1965年、NHK総合）
- おばさまと娘たち（1965年、朝日放送）
- 京の川（1965年、関西テレビ）
- 宮本武蔵（1965年、日本テレビ）
- 源氏物語（1965年 - 1966年、毎日放送）
- 明治天皇（1966年1月 - 6月、よみうりテレビ）
- 日産スター劇場（日本テレビ）
  - 「乗っ取るで!!」（1966年1月15日）
  - 「お客さん、お泊りはこちら」（1967年7月1日）
- うちらの青春（1966年、よみうりテレビ）
- 松本清張シリーズ 「張込み」（1966年、関西テレビ） - さだ子 役
- 山本周五郎アワー（関西テレビ）
  - 「野分」（1966年3月29日）
  - 「しじみ河岸」（1966年4月5日）
  - 「四日のあやめ」（1966年4月12日）
  - 「山椿」（1966年4月26日）
  - 「釣忍」（1966年4月19日）
- おもろい男（1966年5月21日、NHK総合）
- オーイわーいチチチ （1966年、日本テレビ）
- 近鉄金曜劇場「愛とこころのシリーズ　妻ありて」（1966年8月5日、朝日放送）
- 泣いてたまるか　第9回おお独身くん!（1966年8月7日、TBS/国際放映）
- 雨のひまわり （1966年、NET）
- おもろい夫婦 第1シリーズ（1966年 - 1967年、フジテレビ）
- 立ちおくれ（1966年、フジテレビ）
- 大河ドラマ（NHK総合） 
  - 「三姉妹」（1967年） - 幾松 役
  - 「天と地と」（1969年） - 諏訪御寮人 役
  - 「新・平家物語」（1972年）- 平時子 役
  - 「武蔵 MUSASHI」（2003年） - お杉 役
- シオノギテレビ劇場 「山本周五郎シリーズ　法師川八景」（1967年1月26日、フジテレビ）
- 女ひとり（1967年、朝日放送）
- 春のぼたん雪（1967年4月8日、NHK総合）
- おもろい夫婦 第2シリーズ（1967年 - 1968年、フジテレビ）
- 松虫鈴虫くつわ虫（1967年、NHK総合）
- 蝶子はん（1967年、関西テレビ）
- たすきをかけた女（1968年、朝日放送）
- 新・おんな大学 「批判なすべからず」（1968年2月1日、日本テレビ）
- カツドウ屋一代（1968年、毎日放送）
- 大奥 第8話 - 第10話（1968年、関西テレビ/東映） - お伝の方 役
- 飢餓海峡（1968年、NHK総合）
- 銭形平次 第131話「浅野屋の娘」（1968年、フジテレビ/東映）
- 三匹の侍 第6シリーズ 第24話「白刃有情」（1969年、フジテレビ） - 雪絵 役
- 古都の雨（1969年、朝日放送）
- 柳生十兵衛 第5話「必殺水かがみ」（1970年、フジテレビ/東映） - 吉野太夫 役
- 大坂城の女（1970年、関西テレビ/東映） -  於琴（真田幸村の妻）
- 時間ですよ 第1シリーズ（1970年、TBS）
- 雪国[15]（1970年、NHK総合）
- ささらもさら（1970年、広島テレビ）
- 徳川おんな絵巻 第7話「お妾拝領仕る」・第8話「嫁地獄」（1970年、関西テレビ/東映）-お紋の方
- 大忠臣蔵（1971年、NET/三船プロ）
- 軍兵衛目安箱 第4話「春十年」（1971年、NET/東映） - おしん 役
- 大岡越前[注 1]（TBS/C.A.L）
  - 第2部 第12話「まごころ」（1971年8月2日） - 浪江 役
  - 第3部 第5話「無情の捕縄」（1972年7月10日） - お種 役
  - 第9部 第11話「花嫁泣かせた出生の秘密」（1986年1月6日） - おしん 役
- 必殺シリーズ[注 2]（朝日放送/松竹）
  - 必殺仕掛人（1972年） - おくら
  - 暗闇仕留人 第25話「晒されて候」（1974年） - お陽
  - 必殺仕置屋稼業（1975年） - おこう
  - 必殺仕業人 第24話「あんたこの替玉をどう思う」必殺シリーズ通算200回記念（1976年） - 水をかけた女
- 眠狂四郎 第18話「悲しみは闇に消えた」（1973年、関西テレビ/東映）
- 銀座わが町（1973年、NHK総合）
- 唖侍 鬼一法眼 第10話「吠えた峠の女心」（1973年、日本テレビ/勝プロ）
- 顔で笑って 第14話「たった一度の恋なのに」（1974年、TBS / 大映テレビ）- 佐伯昌代
- おからの華（1974年 - 1975年、よみうりテレビ）
- ぶらり信兵衛 道場破り 第37話「通しゃんせ」（1974年、フジテレビ/東映）
- 大江戸捜査網 （12ch/三船プロ）
  - 第131話「火を招く狼の群れ！」（1974年）
  - 第490話「涙の仇討赦免状」（1981年）
- 非情のライセンス[注 3]（NET→テレビ朝日/東映）
  - 第2シリーズ 第1話「兇悪のアリバイ」（1974年） - 田村志津子
  - 第2シリーズ 第123話「償い」（1977年） - 山野富江
- 右門捕物帖 第28話「くらやみ河岸」（1974年、NET/東映）
- 座頭市物語 第2話「子守唄に咲いた女郎花」（1974年、フジテレビ/勝プロ） - 女郎・おしの
- 斬り抜ける 第19話「黄金振舞」（1975年、朝日放送/松竹）
- ふりむくな鶴吉 第25話「珊瑚玉の女」（1975年、NHK総合）
- 松本清張シリーズ・中央流沙（1975年、NHK総合） - 倉橋節子 役
- 水戸黄門（TBS/C.A.L）
  - 第6部 第11話「黄門さまの縁結び -出雲-」（1975年6月9日） - おもよ 役　
  - 第20部 第8話「情け紡いだ西陣織 -京-」（1990年12月24日） - お園 役　
  - 第28部 第18話「大人もビックリ！ 天才少年 -枚方-」（2000年7月17日） - おさわ 役　
  - 第30部 第3話「肝っ玉おかみの決闘 -喜連川-」（2002年1月21日） - お玉 役
  - 第34部 第19話「浪花女は銭の神様 -三春-」（2005年5月30日） - おしか 役
  - 第38部 第19話「わははオヨヨの珍道中 -三島-」（2008年5月26日） - おかね 役
  - 第43部 第11話「命守った婆さんの知恵 -知立-」（2011年9月19日） - およね 役

※東野英治郎・西村晃・佐野浅夫・石坂浩二・里見浩太朗と、「ナショナル劇場」歴代の全ての光圀役と共演している。
- 夫婦旅日記 さらば浪人（1976年、フジテレビ/勝プロ） - たよ
- あかんたれ（1976年、東海テレビ/東宝）
- 桃太郎侍 （日本テレビ/東映）
  - 第6話「お鶴が渡る隅田川」（1976年） - お鶴 役
  - 第90話「良薬は苦すぎた」（1978年） - お文 役
- 新・座頭市（フジテレビ/勝プロ）
  - 第1シリーズ 第17話「母子道に灯がともる」（1977年） - おたき 役
  - 第3シリーズ 第12話「虹のかけ橋」（1979年） - おすま 役
- 新選組始末記（1977年、TBS） - お梅 役
- 俺たちの朝（日本テレビ/東宝） - 美雪の母 役
  - 第28話「母と不良少女とすんません」（1977年5月1日）
  - 第44話「北の町・大沼とすんませんと家族ごっこ」（1977年10月16日）
- 遠山の金さん 杉良太郎版 第74話「団子坂しぐれて候」（1977年、NET/東映） - おもん
- 伝七捕物帳
  - 日本テレビ版 第155話「情けの新内流し」（1977年、日本テレビ） - おこう
  - テレビ朝日版 第6話「千鳥の女」（1979年、テレビ朝日/国際放映） - おくみ
- 特捜最前線 第10話「母・その愛の標的」（1977年、テレビ朝日/東映）
- 続・あかんたれ（1978年、東海テレビ/東宝）
- 白い巨塔（1978年 - 1979年、フジテレビ） - 佐々木よし江 役
- 暴れん坊将軍シリーズ（テレビ朝日/東映）
  - 吉宗評判記 暴れん坊将軍
    - 第28話「明日に咲いた影の花」（1978年7月29日） - お美代 役
    - 第77話「紀州から来た花嫁」（1979年8月25日） - 菊枝 役

  - 暴れん坊将軍II
    - 第50話「女だてらの荒療治！」（1984年） - 中本かく

  - 全シリーズ〜春のスペシャル（1979年 - 2004年、2008年） - 徳川吉宗の生母 お由利の方（浄円院） 役
- 不毛地帯（1979年、毎日放送）
- 弁護士かあさん（1979年、TBS） - 初見幸子 役
- がしんたれ（1979年、東海テレビ）
- 警視-K（1980年、日本テレビ/勝プロ） ※勝新太郎と夫婦共演。
- ドラマ人間模様（NHK総合）
  - 絆（1980年） - 高島尚子 役
- ザ・商社（1980年、NHK総合） - 梶井ムラ 役
- 和宮様御留（1981年、フジテレビ）
- 斬り捨て御免！ 第2シリーズ 第1話・第2話「大奥秘録叛乱の地獄絵巻 前後編」（1981年、12ch→テレビ東京/歌舞伎座テレビ） - 天真 役
- 源九郎旅日記 葵の暴れん坊 第2話「命を的の母ごころ」（1982年、テレビ朝日/東映） - お冴 役
- 胸さわぐ苺たち（1983年、TBS）
- ただいま絶好調！（1985年、テレビ朝日/石原プロ） - 高井富江 役
- 特命刑事ザ・コップ（1985年、朝日放送）
- 混浴露天風呂連続殺人 第4作「女子大生秘湯ツアー連続殺人！」（1985年、朝日放送/テレパック）
- 花いちばん（1986年、よみうりテレビ） - 木下志津 役
- 大都会25時・千草警察事件ファイル 最終話（1987年、テレビ朝日/東映）
- 七人の女弁護士 第1シリーズ 第1話（1991年、テレビ朝日/PDS）
- 水曜グランドロマン いつか、サレジオ教会で（1991年、日本テレビ） - 俊の母
- ドラマ30 いのちの現場から/新・いのちの現場からシリーズ（1992年4月 - 2006年5月、毎日放送） - （主人公）杉原園絵 役
- 珠玉の女（1992年 - 1993年、よみうりテレビ）
- お助け同心が行く！（1993年、テレビ東京） - 尾形八重 役
- 女系家族（1994年、テレビ東京）
- 豊臣秀吉 天下を獲る！ （1995年、テレビ東京） - 大政所 役
- 理想の結婚（1997年1月 - 3月、TBS）- 山田さくら 役
- 木曜の怪談'97「悪霊学園」（1997年、フジテレビ） - お玉さん 役
- 南町奉行事件帖 怒れ！求馬 第5話「騙されつづけた女」（1997年、TBS/C.A.L） - おせい 役
- 京都祇園入り婿刑事事件簿シリーズ（1997年 - 、フジテレビ/松竹）- 三村加代子 役
- あきまへんで！（1998年、TBS）- 主演、清水桂 役
- 土曜ワイド劇場 おばはん刑事！流石姫子シリーズ（1998年 - 2006年、テレビ朝日/テレパック）- 主演、流石姫子 役
- 連続テレビ小説（NHK総合）
  - すずらん（1999年） - 川村とし 役
  - てっぱん[16]（2010年 - 2011年） - ナレーション[注 4]
  - べっぴんさん[16]（2016年 - 2017年） - 坂東トク子 役
- 月曜ミステリー劇場 おばさん会長・紫の犯罪清掃日記 ゴミは殺しを知っているシリーズ（2000年 - 、TBS）- 主演、熊谷紫 役
- 愛は正義（2001年、テレビ朝日） - 梅田菊代 役
- ギンザの恋（2002年、よみうりテレビ） - 松田キン子 役
- 土曜ワイド劇場 さくら署の女たち（2006年、テレビ朝日/東映） - 倉崎菊子 役
- 冠婚葬祭探偵（2007年11月26日、TBS） - 福本華恵 役
- ドラマ30 京都へおこしやす！（2008年1月、毎日放送）- 主演、花村雪乃 役
- ドラマスペシャル 徳川家康と三人の女（2008年3月15日、テレビ朝日） - 大政所 役
- 幸福の黄色いハンカチ（2011年10月10日、日本テレビ） - 行商のあばちゃん 役
- モメる門には福きたる（2013年、東海テレビ） - 桂木さくら 役
- 間違われちゃった男 第6話（2013年5月18日、フジテレビ） - 御手洗さおり 役
- 大岡越前2 第9話（2014年11月28日、NHK BSP） - おはま 役
- 水曜ミステリー9 黒星警部の密室捜査（2015年6月17日、テレビ東京） - 黒星トミ 役
- クロスロード（2016年2月25日 - 、NHK BSP） - 野々山徳枝 役
- 子連れ信兵衛2（2016年、NHK BSP） - おつね 役
- ザ・ハイスクール ヒーローズ（2021年8月14日、テレビ朝日） - 土門フミ 役(特別出演)

### テレビアニメ
- クレヨンしんちゃんスペシャル（2007年12月14日、テレビ朝日） - 睦田夫人 役 ※映画「椿三十郎」関係

### バラエティ
- 明石家多国籍軍（毎日放送）
- さんまnoひろバァー（フジテレビ）
- さんま・玉緒・美代子のいきあたりばったり珍道中（フジテレビ）
- さんまのSUPERからくりTV（TBS）
- 正月特番 さんま・玉緒のお年玉あんたの夢をかなえたろかスペシャル（TBS）
- 中村玉緒&志村けんの無礼講だヨ!大新年会（フジテレビ）
- あっぱれ!!さんま新教授（フジテレビ）準レギュラー
- 山中秀樹のあそびにマジメ（BSフジ）
- ウンナン&中村玉緒の感動!初恋!赤っ恥!同窓会開きましたSP（2005年8月10日、TBS）
  - ウンナン&中村玉緒の噂の新年会! 今だから全部言っちゃうぞSP（2006年1月2日、TBS）

### ドキュメンタリー
- いのちの響（2002年、TBS）
- ラストデイズ「勝新太郎×オダギリジョー」（2014年5月1日、NHK総合）

### 音楽番組
- 第49回NHK紅白歌合戦（1998年12月31日、NHK総合・ラジオ第1）審査員
- NHK歌謡コンサート（2011年、NHK総合）
- わが心の大阪メロディー[16]（2016年12月13日、NHK総合）司会

### テレビCM
- 大塚家具製造販売（現在：ウィドゥ・スタイル）洋服タンス（1983年頃 新井薫子と共演、その他の年度に長女・奥村真粧美と共演）
- とよす『とよすあられ』
- 東洋水産『マルちゃん 搾菜入りラーメン』（1973年）
- 株式会社ガイア 『ガイア』イメージキャラクター
- P&G 『レノア』（声の出演・るりこ〔声：YOU〕の姑役）
- 塩水港精糖『オリゴのおかげ』
- 再春館製薬所『ドモホルンリンクル』
- UCC上島珈琲『すらっと茶』(1998年)
- 和歌山県 観光キャンペーン（1999年）
- ケイ・オプティコム 『eoホームファイバー』
- 日本昭和村
- マロニー - 「マロニーちゃん」のフレーズは、玉緒のアドリブに由来する[18]。
- 大関
- セガ『ぐるぐる温泉』
- ロート製薬 『ビバメイト』
- ロッテ 『ホカロン』（2005年 ペ・ヨンジュンと共演、2006年 ボビー・バレンタインと共演）、『グリーンガム』（2014年 武井咲と共演）
- 東建コーポレーション
- オーダーメイドソリューションズ 『ドクターペンライト』（石田純一と共演）
- 任天堂 『Wii Fit』
- いずみ庵
- 三協アルミ（現在：三協立山）
- サンセイアールアンドディ『パチンコ牙狼』（2023年 雛形あきこと共演）

## 受賞歴
1960年
- 第11回ブルーリボン賞 助演女優賞 - 『ぼんち』、『大菩薩峠』

1963年
- 第18回毎日映画コンクール 女優助演賞 - 『越前竹人形』
- 第2回ゴールデン・アロー賞 取材協力賞（勝新太郎と共に受賞[19] ）

1967年
- 第4回ギャラクシー賞 - 『おもろい夫婦』（フジテレビ）、『雨のひまわり』『オーイ・わーい・チチチ』（日本テレビ）[20]

1987年
- 第2回パチンコ文化賞[21]

1992年
- 第5回日刊スポーツ映画大賞・石原裕次郎賞 助演女優賞 - 『橋のない川』

1998年
- 第36回ゴールデン・アロー賞 放送賞[19]

2000年
- エランドール賞 特別賞

2007年
- 第62回毎日映画コンクール 田中絹代賞

## 著書
- 『あほな女 生きてる限り、生きていく』広済堂出版, 1992 のち廣済堂文庫
- 『玉緒の「着物」の喜び』光文社, 2000
- 『中村玉緒の平成おんな大学』（集英社be文庫）2007
- 『お悩み、聞きまっせ! 中村玉緒の生き方相談室』角川書店, 2010